# Bertine Spijkerman
Bertine Spijkerman (Sneek, 31 mei 1982) is een Nederlands voormalig wielrenster. Spijkerman wist in haar carrière onder andere twee keer een etappe te winnen in de Ronde van Italië voor vrouwen.

## Belangrijkste resultaten
1999
- 3e in 1e etappe RaboSter Zeeuwsche Eilanden

2000
- Nederlands Kampioenschap op de weg, Junior Vrouwen
- Nederlands Kampioenschap tijdrijden, Junior Vrouwen
- 2e in 1e etappe GP Boekel
- 3e in Eindklassement GP Boekel
- Wereldkampioenschap tijdrijden, Junior Vrouwen

2001
- Nederlands Kampioenschap op de weg
- 1e in Varik

2002
- 1e in 4e etappe Ronde van Italië
- 1e in Lekkerkerk
- 3e in Flevotour
- 3e in 2e etappe RaboSter Zeeuwsche Eilanden
- 1e Sparkassen Giro Bochum

2003
- 1e in proloog Ronde van Italië
- 2e in 5e etappe Ronde van Italië
- 2e in 8e etappe Ronde van Italië
- 1e in 1e etappe GP Boekel
- 1e in Haak Voorjaarsrace
- 3e in Flevotour
- 1e in Veldhoven
- 1e in Omloop van de Alblasserwaard
- 1e in Ochten
- Nederlands Kampioenschap, Baan, 500 m
- Nederlands Kampioenschap, Baan, Keirin
- Nederlands Kampioenschap, Baan, Sprint

2004
- 1e in Flevotour
- 1e in Luba Classic
- 1e in Omloop van Sneek
- 2e in Ronde rond het Ronostrand
- 1e in Rund um Straelen
- 1e in Theo Koomen Plaquette
- 1e in 3e etappe Damesronde van Drenthe
- 1e in Westerbeek
- Europees Kampioenschap, Op de weg

2005
- 1e in Oudenbosch
- 1e in 1e etappe RaboSter Zeeuwsche Eilanden
- 1e in Berkel

2006
- 1e in Ronde van Gelderland
- 1e in Omloop van Sneek
- 3e in Omloop van Borsele
- 1e in Flevotour
- 3e in 2e etappe Tour de Bretagne
- 1e in 4e etappe deel b Tour de Bretagne
- 1e in De Klinge

2007
- 1e in Ronde rond het Ronostrand